# كارمن كالفو ساينز دي تيخادا
كارمن كالفو ساينز دي تيخادا (1950- ) هي فنانة إسبانية معاصرة، اشتهرت بمساهمتها في الفن المعاصر، وابتكرت أعمالها بمجموعة من الموارد الشكلية الأساسية والتقنية والموضوعية. في عام 2013، حصلت كارمن على الجائزة الوطنية للفنون التشكيلية من وزارة التربية والتعليم والثقافة والرياضة الإسبانية، عُينت عام 2014 بالأكاديمية الملكية للفنون الجميلة في سان كارلوس في فالنسيا.

## نشأتها
درست كارمن كالفو الإعلان والتحقت بمدرسة الفنون والحرف اليدوية في فالنسيا بين عامي 1965 و1970. كما التحقت بمدرسة الفنون الجميلة في نفس المدينة بين عامي 1969 و1972. وأقامت كالفو في كازا فيلاسكيز في مدريد بين عامي 1983 و1985. وانتقلت إلى العيش في باريس بين العامين 1985 إلى 1992، قبل أن تعود للعيش والعمل في فالنسيا منذ ذلك الحين.

## أسلوبها الفني
انعكس اهتمام كالفو بعلم الآثار وعملها في مصنع للفخار، على أعمالها التي شملت قطع الفخار والطين. وبالإضافة إلى تفانيها في الرسم، في منطقة يمكن وصفها بأنها «هجينة» وفريدة من نوعها للغاية في المشهد الفني الدولي، فقد تميزت أعمالها في المباني العامة بالتداخلات بين العناصر المختلفة، وبشكل دائم في بعض الحالات.
دمجت كالفو الطين المحروق في تركيباتها البلاستيكية في وقت مبكر جدًا بحيث أصبح هذا العنصر أيقونة ورمزًا مميزاً لأعمالها. ومع ذلك، وابتداءً من أواخر التسعينيات، بدأت في إدخال الصور الفوتوغرافية في أعمالها وابتكرت سينوغرافيات بناءً على مشاهد قائمة على التركيبات التي تجمع فيها، كما أشار فرانسيسكو برينز «نظرتها المختزنة» للواقع المعاصر.
أقامت كالفو معرضها الفردي الأول في فالنسيا عام 1976، والثاني في مدريد عام 1977، وكانت معجبة ومتابعة لفنانين كبار مثل جيوتو، وبييرو ديلا فرانشيسكا، ودي بيسيس، وكارا، وآرب، وميرو، وكونيليس، وآخرين.
كانت كالفو لاتزال فنانة شابة، تبلغ بالكاد ثلاثين عامًا، عندما تم دعم موهبتها من خلال كونها واحدة من الفنانين التسع الذين اُختيروا عام 1980 لعرض صور جديدة لإسبانيا في معرض «صور جديدة من إسبانيا» في متحف غوغنهايم بنيويورك ومدن أخرى في الولايات المتحدة، وكذلك وجودها في صالات عرض مدريد الأساسية في ذلك الوقت في تلك المرحلة الانتقالية المتوترة.
في الثمانينيات حصلت كالفو على العديد من المنح الدراسية وفازت بجوائز مهمة مثل جائزة Lasalle الأولى للرسم، وجائزة Alfons Roig من مجلس مقاطعة فالنسيا، كما شاركت في النسخة الأولى من معرض مدريد للفن المعاصر (ARCO) في عام 1982 مع معرض فرناندو فيجاندي. ومنذ منتصف الثمانينيات، أصبح عملها موجهًا نحو التداخل في الصور التي تعمل على  تكبيرها ومعالجتها.
في عام 1985، حصلت كالفو على منحة دراسية من وزارة الخارجية وانتقلت إلى باريس. وبعدها بخمسة أعوام، خصص معهد فالنسيا للفن الحديث (IVAM) معرضًا استعداديًا مهمًا لأعمالها منذ عام 1973.
في عام 1995، نفذت كالفو لوحة Tombstone-Mural لمحطة مترو Alboraya-El Palmaret 3 نتيجة لمسابقة نظمتها وزارة الأشغال العامة في مقاطعة فالنسيا، وهو مشروع لكل من Carlos Meri وLourdes García Sogo .
مثلت كالفو إسبانيا بمعرض من المرايا في بينالي البندقية للفنون عام 1997، جنبًا إلى جنب مع الشاعرة الكاتالونية جوان بروسا. وفي عام 2003، خصص متحف رينا صوفيا في بلاسيو دي فيلاسكيز معرضًا فرديًا لها للأعمال التي أبدعتها بين مدريد وباريس وفالنسيا. وأقامت معرضاً فردياً بعنوان «كارمن كالفو. كل شيء يأتي من الجهل (1969-2016)» في عام 2017 . كما شاركت في القسم الرسمي لمهرجان «صور إسبانيا 2018» بمعرض «السكون والدوار».
برزت الموضوعات النسوية وبُلورت في أعمال كالفو، حتى حصلت في مارس 2019 هي وزميلتها الفنانة كارلا فوينتس على جائزة كارمن ألبورش من الحزب الاشتراكي لمقاطعة فالنسيا لمساهمتهما في الثقافة والنسوية.

## الجوائز
حصلت كارمن كالفو على العديد من الجوائز :
- جائزة LaSalle Seiko الأولى في الرسم، برشلونة، 1985.

- جائزة ألفونس رويج من مجلس مقاطعة فالنسيا، 1989.

- ميدالية كلية الفنون الجميلة بسان كارلوس، فالنسيا، 2009.[2]

- جائزة الرابطة الإسبانية لنقّاد الفن (AECA) ومعرض مدريد للفن المعاصر (ARCO) لأفضل عمل قدمه فنان إسباني حي، 2012.[3]

- جائزة الرابطة الكتالونية لنقاد الفن، 2013 .[4]

- الجائزة الوطنية الإسبانية للفنون التشكيلية، 2013.

- جوائز نقاد الفن من جمعية المحاسبين القانونيين المعتمدين (ACCA)، النسخة الثلاثين من كاتالونيا، 2013.

- جائزة كارمن ألبورش، الحزب الاشتراكي لبلدية فالنسيا، 2019.